# Submarino soviético K-8
El K-8 fue un submarino clase November de la  Flota del Norte que se hundió en el Golfo de Vizcaya con sus armas nucleares a bordo el 12 de abril de 1970. Un incendio el 8 de abril desarmó el submarino y fue llevado a mar profundo matando a 52 marineros los cuales intentaban el rescate mientras  se hundía.

## Accidentes

### La pérdida de refrigerante de 1960
El 13 de octubre de 1960, mientras que operaba en el mar de Barents, el K-8 sufrió ruptura de un tubo del generador de vapor , causando un accidente de pérdida de refrigerante. Mientras la tripulación intentaba un sistema de suministro de agua de refrigeración de emergencia al reactor, evitando un colapso del núcleo de reactor, grandes cantidades de gas radiactivo se filtraron contaminando todo el buque. No se pueden determinar los niveles de radiación de gas porque la instrumentación no pudo medir esos a grandes escalas. Tres de los tripulantes sufrieron lesiones de radiación visible, y muchos miembros de la tripulación fueron expuestos a dosis de hasta 1,8 ndash; SievertSv 2 (180 ndash; 200 Röntgen equivalente manrem).

### Incendio de la Bahía de Vizcaya de 1970
Durante el ejercicio naval a gran escala  Océano-70, el K-8 había sufrido incendios en dos compartimientos simultáneamente el  8 de abril de 1970 . Debido a los cortocircuitos que tuvo lugar en compartimentos III y VII simultáneamente a una profundidad de 120 m, un incendio se extendió a través del sistema de aire acondicionado. Ambos reactores nucleares fueron cerrados.

El capitán ordenó a toda su tripulación a abandonar el barco, pero fue retirada la orden una vez que llegó un buque de remolque. 52 tripulantes, incluido el comandante, el capitán segundo rango Vsevolod Borisovich Bessonov, abordaron el submarino  que iba a ser remolcado. Esta fue la primera pérdida de un submarino de propulsión nuclear soviético, que se hundió en el mar como estaba siendo remolcado en el Golfo de Vizcaya del norte del océano Atlántico. Todas los marineros a bordo murieron a causa de la intoxicación de CO2 y la inundación del submarino  durante 80 h de control de daños en condiciones tormentosas. 73 tripulantes sobrevivieron. El K-8 se hundió con un  total de 2 torpedos nucleares a bordo a una profundidad de 4.680 m aproximadamente a 490 km al noroeste de España.

### Investigación
Al acercarse al lugar de la tragedia la base flotante de submarinos "Volga" , los miembros de la tripulación que sobrevivieron fueron llevados a Severomorsk , donde la comisión de gobierno trabajó  investigando las causas del desastre. El mismo tipo de submarino nuclear " K-181 "rescató a los tripulantes para restablecer la situación perdida por completo todo el curso de los acontecimientos en el" K-8 ", que ayudó mucho a entender el curso del accidente.
La conclusión de los miembros del comité fue unánime - el comandante actuó de manera competente, determinando y actuando correctamente. El Decreto del Presídium del Sóviet Supremo del 26 de junio de 1970 por su coraje y valentía mostrada en el cumplimiento del servicio militar.
Al capitán segundo  Vsevolod Borisovich Bessonov en forma póstuma fue concedido el título de Héroe de la Unión Soviética .
A todo el equipo -  muertos y vivos - fueron presentados a los premios estatales, oficiales y suboficiales, así como todos aquellos que murieron, independientemente de su rango - fueron galardonado con la Orden de la Estrella Roja , y a los marineros supervivientes - con la Medalla de Ushakov .

## Presencia de armas nucleares
Hasta ahora, existe un debate acerca de la presencia y cantidad de armas nucleares a bordo de la embarcación. En particular, hay una versión de Mario Scaramella , de estaban a bordo en el momento de la catástrofe  24 ojivas de material fisible, y que el 10 de enero de 1970 pusieron en el barco en el fondo de la bahía de Nápoles, 20 torpedos nucleares en una baja controlada en contra de seis de la Marina de los EE. UU. De acuerdo con Scaramella, en 2004 los funcionarios de la ex Unión Soviética  confirmaron esta teoría, pero la existencia de torpedos presenta una  duda razonable.
La versión oficial es que, en la actualidad, el submarino  nuclear  con cuatro torpedos nucleares a bordo descansa a una profundidad de 4.680 m, a 490 km al noroeste de España.

## Recuerdo
El nombre del comandante del K-8 VB Bessonov fue otorgado a la escuela secundaria n.º 1 de Lgov en la región de Kursk .